# 쇼유라멘

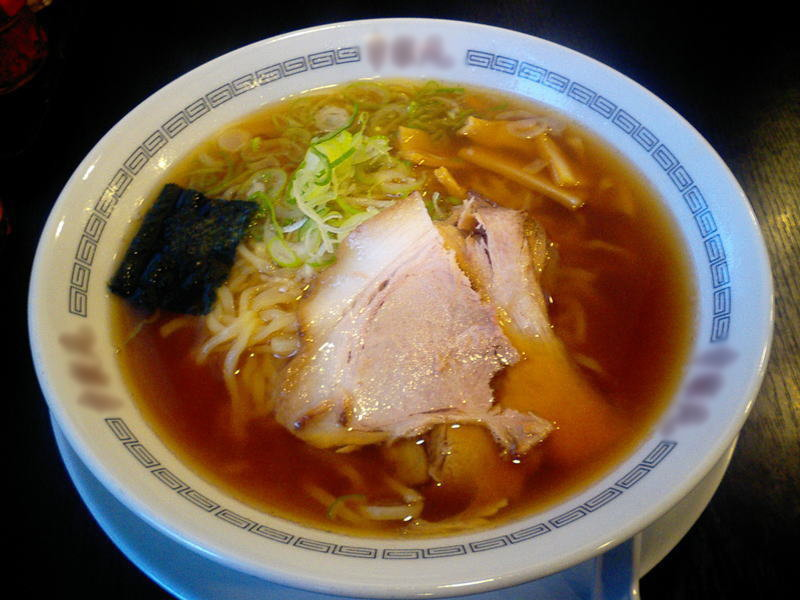
쇼유라멘

쇼유라멘(일본어: 醤油ラーメン)은 일본식 간장인 쇼유를 이용한 라멘이다. '중화소바' '정유라멘'으로 표현되는 경우도 있다.
1910년(메이지 43년)에 아사쿠사의 '來々軒'에서 나온 도쿄 라멘이 첫 출발이며, 라면의 원형이다. 일본의 라면 중 시오라멘과 마찬가지로 소유라멘이 오랜 역사를 가진다. 단순히 '라멘'이라고 말하면 이 소유라멘을 가리킨다.